# آق‌بلاغ (دهگلان)
آق‌بلاغ روستایی در دهستان قوری چای بخش مرکزی شهرستان دهگلان استان کردستان ایران است.

## جمعیت
بر پایه سرشماری عمومی نفوس و مسکن در سال ۱۳۹۵ جمعیت این روستا ۵۶ نفر (۱۹خانوار) بوده‌است.